# Хіно (Міссо)
Хіно (ест. Hino) — село в Естонії, входить до складу волості Міссо, повіту Вирумаа.